# Hélène Sevestre
Hélène Sevestre est un écrivaine née à Buenos-Aires en 1953 d’un père français et d’une mère franco-argentine.

## Biographie
Hélène Sevestre étudie au lycée franco-argentin Jean-Mermoz. Avant de quitter Buenos-Aires, à dix-huit ans, elle fait la connaissance d’Alejandra Pizarnik, qui la met en relation avec Maurice Nadeau, éditeur et directeur de la Quinzaine littéraire. Son premier recueil, Poèmes sauvages, paraît aux Lettres nouvelles en 1972.
Depuis, elle vit à Paris, où elle a rédigé, sous la direction de Michel Collot, un doctorat de Littérature française sur la poétique de Bernard Collin.
Elle est enseignante de Français langue étrangère à Paris II et à l’Alliance française Paris Île-de-France, où elle organise des lectures de poésie.
Elle est mariée à un peintre argentin, Gerardo Rodriguez.

## L'écriture
Les livres d'Hélène Sevestre sont peuplés de nombreux personnages morts et vivants, provenant d'horizons très différents. Les thèmes abordés, également variés, empiètent les uns sur les autres. Aucun genre littéraire ne s'impose. S'il s'agit de poèmes en prose, ces textes relèvent aussi du récit et de l'essai. Comme l'écrit Jean Saavedra dans La Quinzaine littéraire du 1er au 15 avril 1989 à propos des Iles Malouines : « Voici un livre rare, anachronique. Un livre d'histoire et de géographie, de droit, poétiques. » Et il qualifie ainsi l'écriture de cet ouvrage : « […] Hélène Sevestre renouvelle la pratique de l'ellipse, cette très légère accélération du récit qui creuse l'énigme, crée du suspense en insérant, simulant du dialogue, en donnant la parole. » Quant à Bernard Collin, dans l'In-Plano du 10 avril 1986, il souligne dans le Voyage en Argentine le recours systématique à l'hypallage. Mais surtout, l'admiration de l'auteur pour Laurence Sterne apparaît de manière de plus en plus évidente au fil de l’œuvre. Tagritte et autres souris se termine sur ces mots, empruntés à Tristram Shandy : « Mais lisez, lisez, lisez donc. »

## L’œuvre
- Poèmes sauvages, éd. Denoël, coll. Les Lettres Nouvelles, 1972.

Prix Roberge de l’Académie française 1972
- Le sang qu’on appelle le manger rouge, éd. Pierre Emile, 1979.
- Voyage en Argentine, éd. Parler net, 1986. Réédition e-book, 2013.
- Les Iles Malouines, Imprimerie Nationale, coll. Littératures, 1989.
- Pigafetta, avec des illustrations d’Emmanuel Collin, livre d'artiste 1991.
- Une nature bienveillante, avec des illustrations d’Emmanuel Collin, livre d'artiste 1991.
- Andalousie, éd. Géog. Mod., 1993.
- Sur la terre radieuse, éd. Géog. Mod., 1993

## Revues, anthologies et autres expressions littéraires
- Poèmes rageurs, Les Lettres Nouvelles, janvier 1972 1/72[2]
- « Las Tortugas », La Opinion cultural (Buenos Aires) 7 de octubre de 1973, traduction Julio Ardiles Gray
- Traduction de l'espagnol du Romancero, , éd. Géog. Mod., 1993.
- « Un prince dans la neige », l'Humanité, 3 janvier 1997[3]
- « Debout dans son cabinet, Jacques Cazotte tient un bic à la main », Canicula, n° 18, avril 2006[4],
- Histoire de la poésie française du XXè siècle, volume 3, Robert Sabatier, Albin Michel[5]
- Huit siècles de poésie féminine' - Jeanine Moulin - Seghers, 1975
- Thèse de doctorat, Poétique de Bernard Collin, 2002. Université Paris III Sorbonne Nouvelle, sous la direction de Michel Collot[6]
- "Purmamarca - Voyage en Patagonie", Incertain regard, N°12, mai 2016
- "Un caissier au Franprix", Les Eaux vives, N°7, Janvier 2018
- "Qui vocalise la nuit? Qui protège son petit?", Incertain regard, N°18, été 2019

## Critiques
- Hector Bianciotti, « Un lyrisme visionnaire », La Quinzaine Littéraire, n° 142, 1er juin 1972[4]
- Jean Saavedra, « Aux Antipodes », La Quinzaine littéraire, n°529 du 1er au 15 avril 1989[7]
- Bernard Collin, « Amérique Malouine », L'in plano, n° 62, 10 avril 1986